# La sort de ser dona
La sort de ser dona (títol original en italià: La fortuna di essere donna) és una pel·lícula italiana dirigida per Alessandro Blasetti estrenada el 1956. Ha estat doblada al català.

## Argument[2]
Antonietta, una jove empleada, és fotografiada per casualitat i la seva foto apareix sorprenentment a la portada d'una revista. El seu promès vol denunciar la revista per això, però la curiositat porta a Antonietta a buscar el fotògraf, i entre ambdós neix una relació amorosa. Tanmateix, en la noia creix el desig de convertir-se en actriu, per la qual cosa busca tenaçment un contacte amb algú que pugui llançar-la a la fama. En el seu camí, Antonietta és utilitzada i manipulada pels qui li prometen l'èxit i la fama, i va deixant de banda el fotògraf que l'estimava sincerament.

## Repartiment
- Sophia Loren: Antonietta Fallari
- Charles Boyer: Conte Gregorio Sennetti
- Marcello Mastroianni: Corrado Betti
- Elisa Cegani: Elena Sennetti
- Nino Besozzi: Paolo Magnano
- Titina De Filippo: La mare d'Antonietta
- Giustino Durano: Federico Frotta
- Memmo Carotenuto: Gustavo Ippoliti
- Mario Scaccia:
- Margherita Bagni
- Anna Carena
- Mauro Sacripanti
- Piero Carnabuci
- Nino Dal Fabbro
- Salvo Libassi